# Paul Iorgovici
Paul Iorgovici (* 28. April 1764; † 1808) war ein rumänischer Schriftsteller aus dem Banat.
Er studierte in Wien. Anfang der 1790er wollte er mit Ioan Piuariu-Molnar in Wien eine Zeitung in rumänischer Sprache herausbringen.
1799 brachte er in Buda Observații de limbă rumâneasca (Kommentare zur rumänischen Sprache) heraus, eine erste rumänische Grammatik.
Siehe auch: Siebenbürgische Schule